# Партизанский отряд имени Антона Попова
Партизанский отряд имени Антона Попова (болг. Партизански отряд „Антон Попов“) — подразделение Народно-освободительной повстанческой армии Болгарии, находившееся в ведении 4-й Горно-Джумайской повстанческой оперативной зоны. Отряд действовал в районе Петрича.

## История
Партизанский отряд имени Антона Попова образован 24 мая 1944 года в районе Еленишко-Дере в горном мссиве Беласица. Командир отряда — Мирчо Разбойников, комиссар — Никола Паскалев. Отряд назван в честь члена Центральной военной комиссии БРП(к) Антона Попова, казнённого в 1942 году.
Летом 1944 года отряд перешёл на территорию оккупированной немцами Греции. Вместе с частями Народно-освободительной армии Греции он провёл партизанские акции в районах города Сере (Сяр), деревень Като-Ампела (Инанли) и Вамвакофито (Савяк). Отряд освободил местечки Ахладохори (Крушево), Капнофито (Црвиште), Феа-Петра (Елешница), Дыржаново и Харопо (Радово). Позже отряд вернулся в Болгарию и 2 сентября 1944 года атаковал пост охраны у Петрича.
Начиная с 9 сентября 1944 года, отряд участвовал в установлении власти Отечественного фронта в городе Петрич и сёлах Коларово, Елешница, Кулата, Ключ, Скрыт, Габрене, Самуилово и Чучулигово.